# Йоанис Гарезос
Йоанис Гарезос (на гръцки: Ιωάννης Γαρέζος) е гръцки революционер, деец на гръцката въоръжена пропаганда в Македония.

## Биография
Йоанис Гарезос е роден в коринтийското село Камари. Влиза в армията и достига чин антипаспистис. Присъединява се към гръцката въоръжена пропаганда в Македония с псевдоним Лефас (Λέφας). По-късно продължава службата си в армията.